# إحصار الحزمة
إحصار الحزمة (بالإنجليزية: Bundle Branch Block)‏ هو أحد أنواع إحصار القلب، حيث يكون هناك تلف في أحد أو كلا فرعي حزمة هيس، والتي هي جزء من نظام التوصيل الكهربائي للقلب. فينتج إحصار فرع الحزمة الأيسر عندما يكون التلف في الفرع الأيسر، أو إحصار فرع الحزمة الأيمن عندما يكون التلف في الفرع الأيمن.

## التشريح والفيزيولوجيا
يبدأ نشاط القلب الكهربائي في العقدة الجيبية الأذينية (منظم ضربات القلب الطبيعي)، الموجود أعلى وأيمن الأذينة اليمنى. تنتقل الدفعة الكهربائية بعد ذلك عبر الأذينتين اليمنى واليسرى وتجتمع عند العقدة الأذينية البطينية. تنتقل الدفعة الكهربائية من العقدة الأذينية البطينية نزولًا إلى حزمة هيس وتنقسم لتدخل إلى فرع الحزمة الأيمن وفرع الحزمة الأيسر. يتكون فرع الحزمة الأيمن من حُزَيمة واحدة. ينقسم فرع الحزمة الأيسر إلى حُزيمتين: الحُزَيمة اليسرى الأمامية والحزيمة اليسرى الخلفية. تقسم بعض المصادر فرع الحزمة الأيسر إلى ثلاث حزيمات: يسرى أمامية ويسرى خلفية ويسرى حاجزية. الحزيمة اليسرى الخلفية ثخيثة وتتشعب لتعطي حزيمة في الناحية الحاجزية. في النهاية، تنقسم الحزيمات إلى ملايين من ألياف بوركينجي، التي تتشابك بدورها مع خلايا العضلة القلبية، لتسمح بحدوث إزالة استقطاب فيزيولوجية سريعة ومتسقة ومتزامنة في البطينين. 

## الآلية
إذا تأذى فرع حزمة أو حزيمة (بسبب مرض قلبي، احتشاء قلبي، جراحة قلبية)، فمن الممكن أن تفشل في نقل الدفعات الكهربائية بشكل صحيح. ينتج عن ذلك تغير في مسارات إزالة الاستقطاب البطيني. بما أن الدفعة الكهربائية غير قادرة على العبور في المسار المناسب عبر فرع الحزمة، ستنتقل ضمن الألياف العضلية على نحو أبطأ وبطريقة تغير اتجاه انتشار التنبيه الكهربائي. وبالنتيجة، يزول التزامن البطيني، ويطول الانقباض البطيني، وقد يحدث هبوط موافق في النِتاج القلبي. إذا ترافقت الحالة مع الفشل القلبي، قد يلزم وضع ناظمة قلبية اصطناعية خاصة لاستعادة التزامن البطيني. نظريًا، ستؤدي الناظمة القلبية الاصطناعية إلى تقصير زمن المسافة QRS، فتقرب زمني التقلصين البطينيين وتزيد الكسر القذفي قليلًا. 

## التشخيص
يشخص إحصار فرع الحزمة عندما يزيد طول معقد QRS في تخطيط القلب الكهربائي عن 120 ميلي ثانية. يسبب إحصار فرع الحزمة الأيمن بشكل نموذجي تطاولًا في الجزء الأخير من معقد QRS   ويمكن أن يزيح محور القلب قليلًا نحو اليمين. يظهر تخطيط القلب الكهربائي موجة R نهائية في المسرى V1 وموجة S مدموجة في المسرى I.  يزيد إحصار فرع الحزمة الأيسر عرض المعقد QRS بالكامل، ويزيح محور القلب نحو الأيسر في معظم الحالات. يظهر تخطيط القلب الكهربائي معقد QS أو معقد rS في المسرى V1، وموجة R وحيدة الطور في المسرى I. من موجودات إحصار القلب الاعتيادية أيضًا انقلاب الموجة T. بعبارة أخرى، تكون الموجة T منحرفة بعكس آخر انحراف في المعقد QRS. يؤدي إحصار فرع الحزمة، وبخاصة الأيسر، إلى خلل في تزامن النشاط القلبي. يؤدي حدوث إحصار فرع الحزمة الأيمن وإحصار فرع الحزمة الايسر معًا إلى الإحصار الأذيني البطيني التام.

### الأنماط
اعتمادًا على الموقع التشريحي للآفة التي تسبب إحصار فرع الحزمة، يصنف الإحصار إلى:
- إحصار فرع الحزمة الأيمن
- إحصار فرع الحزمة الأيسر

يصنف إحصار فرع الحزمة الأيسر إلى: 
- إحصار الحزيمة اليسرى الأمامية. يتأذى في هذه الحالة النصف الأمامي من الحزمة اليسرى.
- إحصار الحزيمة اليسرى الخلفية. يتأذى في هذه الحالة النصف الخلفي من الحزمة اليسرى.

## العلاج
يولد بعض مرضى إحصار فرع الحزمة مصابين بهذه الحالة، لكن العدد الأكبر يكتسبها بعد مرض قلبي. يمكن أن يحافظ مرضى إحصار فرع الحزمة على نشاطهم، وقد لا تظهر عليهم أية أعراض أو علامات باستثناء المظهر على التخطيط القلبي الكهربائي. أما عندما يكون إحصار فرع الحزمة معقدًا ومنتشرًا، أو مترافقًا بأذية عضلية بطينية مهمة، يمكن أن تكون هذه المشكلات دلائل على مرض قلبي خطر مستبطن. في الحالات الأشد، يلزم وضع ناظمة قلبية اصطناعية لاستعادة التغذية الكهربائية المناسبة للعضلة القلبية.